# Platystomaceae
Platystomaceae is een familie van de  Ascomyceten. Het typegeslacht is Platystomum. Dit geslacht is later overgeplaatst naar de familie Lophiostomataceae.

## Geslachten
Volgens Index Fungorum telt de familie een geslacht (peildatum april 2022):
- Xenolophium